# Чёрная (Ближне-Песочное)
Чёрная, Чёрное — упразднённая в 1960 году деревня Грязновского сельсовета Выксунского района Горьковской области России. Ныне территория рабочего посёлка Ближне-Песочное, административного центра муниципального образования рабочего посёлка Ближне-Песочное городского округа город Выкса Нижегородской области.

## География и климат
Расположена была у реки Железница, к востоку от села Песочная, примерно в 34 км к югу от железнодорожной станции Навашино (на линии Муром — Арзамас), в 5 км к западу от города Выксы.                                                                                                                

## Топочёрной
Сохранилось название деревни в названии остановок общественного транспорта «Ближне-Чёрная», «Ближне-Чёрная-1».
На карте РККА 1936 года обозначена деревня Ближ. Чёрная

## История
В конце XIX — начале XX века деревня входила в состав Шиморской волости Меленковского уезда Владимирской губернии, с 1921 года — в составе Выксунского уезда Нижегородской губернии.
12 сентября 1960 года село Ближнепесочное Шиморского поссовета и деревня Чёрное Грязновского сельсовета объединены в рабочий посёлок Ближне-Песочное.